# Олександр Ходзько
Олександр Хо́дзько або Олександр Хо́дько гербу Костеша (фр. Alexandre Chodzko, пол. Aleksander Borejko Chodźko, біл. Аляксандар Ходзька) (30 серпня 1804, містечко Кривичі, нині смт Мядельського району Мінської області Білорусі — 19 грудня 1891, Нуазі-ле-Сек, похований у Монморансі, Франція) — дипломат і філолог польського роду українського походження (за означенням «Енциклопедії українознавства»). Польський поет і перекладач, славіст і сходознавець (за означенням УРЕС).

## Біографія
Син шляхтича Яна Борейка Ходька гербу Костеша та його дружини Клари з роду Корсаків. 
У 1820—1823 роках у Вільно (нині Вільнюс) навчався у Віленському університеті, був близьким другом Адама Міцкевича. 1823 року за участь у таємному «Товаристві філаретів» Ходзька заарештували. Після звільнення у 1824—1831 роках навчався у Петербурзькому інституті сходознавства. У Петербурзі зблизився з Василем Жуковським і Олександром Пушкіним.
У 1831—1841 роках перебував на дипломатичній службі в Персії.
Виїхавши 1842 року до Парижа, працював у дипломатичному корпусі. У 1857—1883 роках — професор слов'янських літератур у Колеж де Франс у Парижі.

## Творчість
Поетичний доробок Ходзька невеликий. Польській літературі він найбільше прислужився перекладами з перської та новогрецької поезії. 1829 року побачила світ збірка Ходзька «Поезії», де вміщено його «східну» поему «Дерар» і баладу «Малина», в основі якої лежить польський народнопісенний сюжет. Балада сподобалася Юліушу Словацькому, тож він використав її у фольклорно-фантастичній драмі «Баладина». Українською мовою баладу «Малина» переклав Іван Глинський.
Автор славістичних праць, досліджень про Персію, граматики перської мови.
Серед інших праць Ходзька — переклад французькою мовою українських історичних пісень: «Les chants historiques de l'Ukraine et les chansons Latyches des Bords de la Dvina occidentale. Périodes païennes normande, tatare, polonaise et cosaque» (1879).